# Laura Brown
Laura Brown (* 27. November 1986 in Calgary) ist eine ehemalige kanadische Radrennfahrerin, die als Allrounderin in verschiedenen Disziplinen auf der Bahn sowie im Straßenradsport aktiv und erfolgreich war.

## Sportliche Laufbahn
Laura Brown begann ihre sportlichen Aktivitäten mit Gymnastik. Nach einer Verletzung suchte sie 2002 nach einer anderen geeigneten Sportart, und ihre Mutter meldete die 14-jährige Tochter für das Programm Fast and the Curious im National Cycling Centre in Calgary an.
2008 wurde Laura Brown kanadische Meisterin in der Mannschaftsverfolgung auf der Bahn, gemeinsam mit Jennifer Trew und Stephanie Roorda; in der Einerverfolgung belegte sie Platz drei. Im Jahr darauf wurde sie bei nationalen Meisterschaften ebenfalls Dritte im Einzelzeitfahren. Bei den UCI-Bahn-Weltmeisterschaften 2010 in Ballerup bei Kopenhagen belegte sie mit dem kanadischen Bahn-Vierer (mit Tara Whitten und Roorda) Rang sechs; bei den panamerikanischen Meisterschaften in Aguascalientes wurde sie Fünfte im Einzelzeitfahren.
Ein zweites Mal wurde Brown kanadische Meisterin, als sie mit Roorda gemeinsam den Teamsprint gewann; im Omnium belegte sie Rang zwei. Bei den Panamerikanischen Spielen in Guadalajara errang sie mit Roorda und Jasmin Glaesser die Goldmedaille in der Mannschaftsverfolgung, und im Einzelzeitfahren wurde sie Dritte.
Bei den UCI-Bahn-Weltmeisterschaften 2013 in Minsk errang Laura Brown gemeinsam mit Jasmin Glaesser und Gillian Carleton die Bronzemedaille in der Mannschaftsverfolgung, im Jahr darauf wurde das kanadische Quartett mit Brown mit Allison Beveridge, Jasmin Glaesser und Stephanie Roorda Vize-Weltmeister in der Mannschaftsverfolgung. In der Saison 2014/15 musste sie wegen Verletzungen nach einem Sturz zeitweilig pausieren. 2015 siegte das kanadische Team mit Brown in der Mannschaftsverfolgung bei den Panamerikaspielen.
2016 wurde Brown für die Teilnahme an den Olympischen Spielen in Rio de Janeiro nominiert. Gemeinsam mit Allison Beveridge, Jasmin Glaesser, Kirsti Lay und Georgia Simmerling errang sie die Bronzemedaille in der Mannschaftsverfolgung. Da sie zu diesem Zeitpunkt schon seit 2009 Mitglied der Nationalmannschaft war, nannten ihre Kameradinnen sie Grandma Brown.

## Erfolge

### Bahn
2008
- Kanadischer Meisterin – Mannschaftsverfolgung (mit Jennifer Trew und Stephanie Roorda)

2011
- Panamerikameisterin – Mannschaftsverfolgung (mit Jasmin Glaesser und Stephanie Roorda)
- Kanadische Meisterin – Teamsprint (mit Stephanie Roorda)

2013
- Weltmeisterschaft – Mannschaftsverfolgung (mit Gillian Carleton und Stephanie Roorda)
- Bahnrad-Weltcup in Guadalajara – Mannschaftsverfolgung (mit Jasmin Glaesser und Stephanie Roorda)
- Bahnrad-Weltcup in Manchester – Punktefahren
- Bahnrad-Weltcup in Los Angeles – Mannschaftsverfolgung (mit Allison Beveridge, Gillian Carleton, Jasmin Glaesser und Stephanie Roorda)

2014
- Weltmeisterschaft – Mannschaftsverfolgung (mit Allison Beveridge, Jasmin Glaesser und Stephanie Roorda)
- Kanadische Meisterin – Mannschaftsverfolgung (mit Allison Beveridge, Jasmin Glaesser und Stephanie Roorda)

2015
- Panamerikaspiele – Mannschaftsverfolgung (mit Allison Beveridge, Jasmin Glaesser und Kirsti Lay-Giroux)
- Kanadische Meisterin – Mannschaftsverfolgung (mit Stephanie Roorda, Georgia Simmerling und Jasmin Glaesser)

2016
- Olympische Spiele – Mannschaftsverfolgung (mit Allison Beveridge, Jasmin Glaesser, Kirsti Lay und Georgia Simmerling)
- Bahnrad-Weltcup in Hongkong – Mannschaftsverfolgung (mit Annie Foreman-Mackey, Stephanie Roorda und Georgia Simmerling)

### Straße
2011
- Panamerikameisterschaft – Einzelzeitfahren

## Teams
- 2015 UnitedHealthcare Professional Cycling Team
- 2016 UnitedHealthcare Professional Cycling Team